# Elecciones generales de Santa Lucía de 1954

Mapa representativo del apoyo a cada partido.

Elecciones generales tuverion lugar en Santa Lucía el 23 de septiembre de 1954. El resultado fue una victoria para el Partido Laborista de Santa Lucía, el cual obtuvo cinco de ocho escaños. La participación electoral fue de 49,4%.

## Resultados
| Partido                             | Votos  | %    | Escaños | +/– |
| ----------------------------------- | ------ | ---- | ------- | --- |
| Partido Laborista de Santa Lucía    | 7 462  | 47,4 | 5       | 0   |
| Partido Progresivo Popular          | 2 799  | 17,8 | 1       | 0   |
| Independientes                      | 5 470  | 34,8 | 2       | 0   |
| Votos en blanco/nulos               | 1 275  | –    | –       | –   |
| Total                               | 17 006 | 100  | 8       | 0   |
| Electores registrados/participación | 34 452 | 49,4 | –       | –   |
| Fuente: Nohlen, PDBA                |        |      |         |     |